# Partido Democrático Progresista (Paraguay)
El Partido Democrático Progresista (PDP) es un partido político de Paraguay que se declara socialdemócrata y
socioliberal, creado en 2007 para las elecciones presidenciales de 2008. Apoyó al entonces candidato a presidente Fernando Lugo, siendo uno de los ocho partidos políticos que integraron la Alianza Patriótica para el Cambio que promovió su candidatura. Según el Tribunal Superior de Justicia Electoral (TSJE), el PDP cuenta con 8223 afiliados.

## Ideología
El PDP se declara como un partido socialista democrático. En la práctica, el partido muestra matices socio liberales. El PDP es miembro pleno de la Internacional Socialista.

## Historia
El partido fue creado en 2007 para las elecciones generales de 2008. Apoyó al entonces candidato a presidente Fernando Lugo, siendo uno de los ocho partidos políticos que integraron la Alianza Patriótica para el Cambio que promovió su candidatura, que tras su victoria electoral en abril de 2008 logró por primera vez la alternancia pacífica en el Poder Ejecutivo después de seis décadas de dominio hegemónico del Partido Colorado, y la transición pacífica y democrática de un partido político a otro distinto en el Gobierno. En esas mismas elecciones generales, a pesar de su reciente fundación, logró obtener representación parlamentaria tanto en la Cámara de Diputados como en la Cámara de Senadores.
Varios de sus principales dirigentes asumieron roles formando parte del gobierno de Lugo, más notablemente el entonces presidente del PDP, Rafael Filizzola, quien asumió como Ministro del Interior hasta junio de 2011.
En el 2010, varios adherentes del PDP participaron de las elecciones municipales logrando representaciones como concejales municipales en varios distritos urbanos y rurales del país incluida la ciudad de Asunción, capital del país.
En el 2012, el PDP, junto a otras fuerzas políticas y sociales, lideró la iniciativa de impulsar una nueva alianza política con miras a las elecciones del 2013, formando la alianza Paraguay Alegre que propuso como candidatos a la presidencia y vicepresidencia a la dupla integrada por Efraín Alegre del PLRA y a Filizzola del PDP respectivamente. El complicado escenario político de entonces no fue propicio para lograr una nueva victoria sobre el Partido Colorado, que tras el triunfo electoral de abril de 2013 recuperó el poder. A pesar del resultado electoral, la alianza logró más de 890 000 votos en todo el país, lo que representó un incremento de alrededor del 25% más que los votos logrados en el 2008. En esta segunda elección general que participó el PDP logró obtener 3 bancas en el Senado. La bancada del PDP fue integrada por los senadores Desiré Masi, Arnaldo Giuzzio y Pedro Arturo Santacruz.

## Presidentes
- Rafael Filizzola: 2007 - 2008
- Pedro Arturo Santacruz: 2008 - 2009
- Desirée Masi: 2010 -  2015
- Rafael Filizzola:  2015 - 2022
- Desirée Masi: 2022